# TechTV
 (janvier 2010).
Si vous disposez d'ouvrages ou d'articles de référence ou si vous connaissez des sites web de qualité traitant du thème abordé ici, merci de compléter l'article en donnant les références utiles à sa vérifiabilité et en les liant à la section « Notes et références ».
ZDTV était une chaine de télévision américaine spécialisée basée à San Francisco, fondé par Ziff Davis (propriétaire de nombreux magazines dédiés à la technologie et aux jeux vidéo) en 1998. Vendue plus tard à Paul Allen (cofondateur de Microsoft, no 2 après Bill Gates), la chaîne change de nom et s'appelle TechTV. Les émissions les plus populaires sont Xplay (en), The Screen Savers (en) (devenu Attack of the Show! (en)) et Call for Help (devenu une exclusivité canadienne).

## Histoire
Une importante polémique se présente en 2004 lorsque la chaîne est vendue à Comcast (énorme distributeur américain), propriétaire d'une chaîne concurrente. G4 se veut en fait un concurrent de TechTV, mais préfère de loin le divertissement que le « Geek Talk », et se spécialise surtout en jeux vidéo. En fait, c'est l'émission X-Play, la seule émission à avoir survécu à la transition, qui intéressait G4 plus que la chaîne elle-même.
La chaîne est absorbée par G4 et devient "G4TechTV" la même année. Toute l'équipe se voit dans l'obligation de déménager à Los Angeles. The Screen Savers est diffusé quelques mois (Alex Albrecht (en) est introduit, il apporte un aspect entertainment léger) en ces lieux avant de connaître de sérieuses modifications et être rebaptisée Attack of the Show!. Par défaut, la plupart des fans de TechTV détestent cette émission désormais, surtout à cause des excès de sarcasmes et d'une attitude faussement agressive entre les animateurs. Call for Help, une émission qui se spécialisait à répondre aux appels téléphoniques des gens ayant des problèmes avec leurs Personal Confuser est retirée de l'antenne.
Aux États-Unis, G4TechTV est redevenue G4 en 2005.

## Canada
Au Canada, G4TechTV est une propriété égale entre Comcast, Rogers et d'autres actionnaires représentants le dernier tiers. Comcast n'a donc pas l'autorité exclusive. Ce qui donne l'idée à Rogers de reprendre le concept de Call for Help, ainsi que son animateur vedette, Leo Laporte. À cause des règles du CRTC, G4TechTV se voit dans l'obligation d'offrir du contenu canadien au nord de la frontière. Une quinzaine d'émissions sont donc pré-enregistrées une fois par mois à Toronto.

## Émissions & documentaires originaux
- Secret, Strange & True
- Xplay (en)
- The Screen Savers (en)
- Silicon Spin
- CyberCrime
- Conspiracies
- Unscrewed with Martin Sargent
- Titans of Tech
- TechLive
- Wired for Sex
- Working the Web
- You Made It
- Adult Digital Distraction
- Robot Wars / Techno Games (de la BBC)
- Anime Unleashed
- Nerd Nation